# Rodolfo Delgado
Rodolfo Antonio Delgado Montes (El Salvador) es un abogado y fiscal salvadoreño que desde mayo de 2021 se desempeña como Fiscal General de El Salvador. Fue propuesto por el presidente Nayib Bukele para dicho puesto y votado a favor por la Asamblea Legislativa luego de que esta destituyera por mayoría de votos a su predecesor, Raúl Melara, legislatura liderada por Nuevas Ideas. Antes de su nombramiento como Fiscal General, trabajó para la propia Fiscalía General, de 1995 a 2017, desempeñándose en diversos cargos.

## Biografía

### Estudios[3]
Rodolfo Antonio Delgado Montes asistió a la Universidad Dr. José Matías Delgado de 1992 a 1997, egresando como Licenciado en Ciencias Jurídicas. 
En 2007 realizó un diplomado de Estudios Superiores en Ciencias Penales impartido por la Universidad Centroamericana "José Simeón Cañas". Entre otros de los estudios complementarios con los que cuenta están:
- Seminario Inductivo para Fiscales Adscritos.
- Seminario sobre Derecho Penal Parte General.
- Taller Nacional “Formación para la prevención y Control de la Narcoactividad”.
- Seminario “La aplicación de la Ley Contra el Lavado de Dinero y Activos”.
- Curso de investigación Criminal, auspiciado e impartido por el International Criminal Investigative Training Assistance Program (ICITAP).
- Seminario “Protección a Testigos”, impartido por el Buró Federal de Investigaciones.
- Seminario “Secuestros y Negociación”, impartido por el Buró Federal de Investigaciones.
- Seminario “Análisis de Inteligencia Criminal”, impartido por el Buró Federal de Investigaciones.
- Seminario “Incautando las Ganancias de la Delincuencia” y rendición del informe de país en materia de investigación de delitos de narcoactividad. San José, Costa Rica.
- Seminario “Gestión de Crisis para Personal de Alto Nivel”. Washington D.C., EE.UU, impartido por el Servicio de Seguridad Diplomática y certificado por la Universidad del Estado de Louisiana.
- Taller en Materia de Prevención y Lucha Contra El Terrorismo y su Financiamiento. Buenos Aires, Argentina.

### Trayectoria laboral[4]
- (1995-2001) Se desempeñó como Auxiliar del Fiscal General II y III en diferentes unidades especializadas de la propia Fiscalía General de la República.
- (2001-2004) Fue Coordinador de la Unidad Contra Crimen Organizado de la Fiscalía General de la República.
- (2004-2014) Fue Jefe de la Unidad Fiscal Especializada de Delitos de Crimen Organizado en la Fiscalía General de la República.
- (2014-2016) Fue el director de la Dirección de la Defensa de los Intereses del Estado en donde realizó funciones de dirección estratégica a nivel nacional de la Unidad Penal del Estado, Unidad Civil, Unidad de Juicio de Cuentas y Multas, Unidad de Impuestos y la Unidad de Control de Bienes del Estado; desempeñó estás funciones dentro de la Fiscalía General de la República.
- (2016-2017) Fue Asesor de despacho del Fiscal General de la República para la toma de decisiones en diferentes procesos, ya sea para revisar y someter a consideración del Fiscal General los proyectos de opiniones solicitadas en los procesos constitucionales y contenciosos Administrativos. Esto durante la gestión de Douglas Meléndez.[5][6]

De 2017 a 2021, Delgado se desempeñó como abogado en ejercicio libre de su profesión. Especializándose en Derecho Penal Económico, Derecho Administrativo y Derecho Tributario. Por ejemplo, en 2020 fue defensor de Byron Larrazabal, socio de Sigfrido Reyes, expresidente de la Asamblea Legislativa. Larrazabal estaba acusado de lavado de dinero. Mientras que, en 2020, fue el abogado defensor de Mauricio Arriaza Chicas, director titular de la Policía Nacional Civil y ex viceministro de Seguridad Pública. Esto luego de que se le imputó cargos por incumplimiento de deberes, al mismo tiempo que la Asamblea pedía realizarle un antejuicio.

## Fiscal General de El Salvador
El 1 de mayo de 2021, iniciando funciones y en su primera sesión plenaria, la Asamblea Legislativa (2021-2024) que la lidera el grupo parlamentario oficialista de Nuevas Ideas, votó para destituir a los cinco magistrados de la Sala Constitucional de la Corte Suprema de Justicia de El Salvador y al Fiscal General Raúl Melara. Un mes después de tomar posesión, la fiscalía gira una orden de captura en contra del exalcalde de San Salvador por el partido ARENA, Ernesto Muyshondt, fue arrestado por presunta asociación con pandillas durante las elecciones presidenciales de 2014 en apoyo al candidato presidencial de dicho partido Norman Quijano.
El 22 de diciembre de 2021, con 66 de los 84 diputados de la Asamblea Legislativa, votaron para reelegir a Rodolfo Delgado como Fiscal General para el período del 6 de enero de 2022 al 6 de enero de 2025.

## Reconocimientos
- Reconocimiento del Señor Fiscal General de la República por el trabajo desempeñado en la investigación del delito de secuestro como Coordinador de la Unidad Contra Crimen Organizado.
- Reconocimiento “Héroe Policial DECO” en broche, pin y medalla otorgado por el Señor Director de la Policía Nacional Civil, por el trabajo desarrollado en la investigación del delito de secuestro.
- Carta de agradecimiento de las autoridades del FBI en razón del liderazgo demostrado en la conducción del grupo de investigación delegado para la localización y captura de una de las diez personas más buscadas por el FBI.

## Controversias

### Posible enriquecimiento ilícito
Una investigación de 2021, realizada por el reconocido periodista Héctor Silva Ávalos, encontró que Delgado había trabajado para Alba Petróleos de El Salvador, empresa petrolera venezolana PDVSA, en 2019, durante el cual recibió una suma de $46,666. El año anterior la empresa estaba siendo investigada por la propia fiscalía por lavado de dinero. Según han revelado diversas investigaciones periodísticas y académicas, también involucra al presidente Nayib Bukele y al menos a media docena de funcionarios de su círculo más cercano; la cantidad recibida de Alba Petróleos se tradujo para Delgado en una remuneración mensual de $3,888 lo cual representó casi el 70% de todos los ingresos que reportó a la Dirección General de Impuestos Internos del Ministerio de Hacienda.

### Denuncia por Violencia intrafamiliar
Tras su elección como Fiscal General, se dejó pasar por alto que Rodolfo Delgado pudiese no cumplir con el requiso de moralidad notoria que exige la ley para ocupar el puesto. Abogados expertos en la materia subrayaron en que a pesar de no estar condenado, el proceso en su contra es suficiente para considerar que incumple el requisito de moralidad notoria, que es exigido por la Constitución en sus artículos 192 y 176. Delgado enfrenta un proceso por violencia intrafamiliar en el Juzgado Especializado de Instrucción para una Vida Libre de Violencia y Discriminación para las Mujeres, de San Salvador, iniciado el 22 de febrero de 2021.
La víctima del caso y su grupo familiar, además, por órdenes del juzgado gozan de medidas cautelares debido a los hechos de violencia psicológica y económica que cometió Delgado. El documento presentado detalla que, después de haberse realizado un análisis de lo expuesto por la víctima, se observó “una relación de confianza y poder” ejercida por Delgado.

### Posible favoritismo contra el pandillero Jorge Manuel Vega Knight
Manuel Knight es considerado uno de los principales colaboradores de la MS-13 en El Salvador, logró quedar absuelto de las acusaciones de lavado de dinero y de asociación a organizaciones terroristas. También se le devolvió dos moteles incautados donde, según el gobierno, se reunían los pandilleros. Rodolfo Delgado fue su representante legal antes de posicionarse como fiscal general, luego de tomar posesión nombró como fiscal adjunto al juez que absolvió a Knight en el caso.
De acuerdo con diversas fuentes que realizaron la investigación afirman que Delgado también desarticuló a la Comisión Especial de Investigación, conformado por el grupo de fiscales que le siguió la pista a Jorge Manuel Vega Knight y a otro centenar de pandilleros entre 2014 y 2019. Años más tarde, el gobierno salvadoreño cerró el expediente criminal de Manuel Knight devolviéndole así dos moteles que le incautaron supuestamente por ser usados como guarida de pandilleros y para realizar tráfico de drogas.

### Incumplimiento de deberes y posible omisión en el caso de José Adán Umaña
José Adán Salazar Umaña, “Chepe Diablo” como le conocen la policía y sus amigos más antiguos, quedó en libertad en 2021. Tal como lo era a principios del siglo, cuando levantó en Metapán, al noroeste de El Salvador, uno de los enclaves de narcotráfico y lavado de dinero más importantes del país. Las investigaciones periodísticas señalan que Chepe Diablo está libre porque la fiscalía salvadoreña nunca investigó los indicios de blanqueo de fondos que habían descubierto agentes estadounidenses antidrogas e investigadores del Ministerio de Hacienda.
Rodolfo Delgado Montes, como se sabe, fue jefe de la Unidad Especializada de Delitos de Crimen Organizado (UDECO) de la Fiscalía General entre 2004 y 2014. Fue que, entre 2010 y 2014, Hacienda investigó las cuentas de Salazar Umaña, los agentes hacendarios compartían la información de sus pesquisas con dos unidades de la FGR, la UDECO de Delgado y la Unidad de Investigación Financiera (UIF), que entonces dirigía un fiscal llamado Tovías Menjívar. En 2014, Hacienda le hizo llegar a la UDECO un memorándum, en el que hacía constatar dos pagos que Salazar Umaña hizo al fisco salvadoreño entre junio y agosto de ese año por un total de $1.05 millones en concepto de impuestos adeudados. El memo llegó con la advertencia de que los pagos habían sido en efectivo a pesar de que las empresas de Chepe Diablo tenían abiertas líneas de crédito en la banca salvadoreña hasta por $200 millones. La investigación había empezado a dejar claras anomalías desde 2010. Los auditores hacendarios rastrearon un patrón constante de crecimiento económico no justificado del patrimonio de Chepe Diablo desde aquel año: de $753,289 en 2010 y de $981,000 en 2011. Hacienda también reportó ejercicios financieros irregulares como pagos de deudas inexistentes a varios acreedores. Para 2014, la UDECO de Delgado y la UIF de Menjívar tenían todas las pruebas remitidas por Hacienda, pero no hicieron más que acusar a Salazar Umaña por evasión de impuestos y, con ello, le dieron la oportunidad de salir de la cárcel al pagar su deuda.
Cuando en 2017 la FGR intentó procesar a Chepe Diablo por lavado de dinero, no añadió ninguna otra prueba nueva, porque tres años antes ni la UDECO y ni la UIF habían fortalecido las investigaciones hechas por Hacienda, y se limitaron a presentar la misma evidencia que tenían en el caso por evasión de impuestos. Casi de inmediato, la defensa de Salazar Umaña alegó que había doble persecución: los fiscales estaban acusando a su cliente de lo mismo con las mismas pruebas. Un tribunal de apelación dio la razón a los defensores.
El 21 de mayo de 2021, la Segunda Sala Penal de San Salvador, tras un recurso de apelación de los abogados de José Adán Salazar Umaña, resolvió que no había lugar para que el caso continuara y finalmente lo absolvió. Hace veinte días atrás, el 1 de mayo, la Asamblea Legislativa, dominada por diputados y diputadas leales al presidente Nayib Bukele, designó como titular de la FGR a Rodolfo Delgado, el fiscal jefe que años atrás había omitido concluir la investigación para buscar evidencia que pudiese probar el caso de lavado de dinero contra el líder del Cartel de Texis. Salazar Umaña, ahora un hombre libre y tenía muchos amigos en el gobierno de Bukele. Chepe Diablo, desarrolló por ejemplo, una buena amistad con el operador político Herbert Saca, con quien financia campañas políticas electorales, y que el propio ministro de Seguridad, Gustavo Villatoro, mantiene una estrecha relación de amistad. Uno de sus abogados defensores, el fallecido abogado Miguel Flores Durel, quien fue magistrado de la Corte Suprema, también le fue leal a Bukele. El Comisionado, Héctor Mendoza Cordero, agregado policial en el consulado salvadoreño en Los Ángeles, está acusado de tráfico de drogas para el Cartel de Texis, dirigido por un asociado de "Chepe Diablo".

### Falta de independencia judicial y de idoneidad
A la sombra del caso de José Adán Salazar, estos problemas se suman a otros que afectan al fiscal Delgado, como su negativa a investigar la corrupción entre los funcionarios de Bukele en el manejo de la pandemia de Covid-19, o que el presidente pudo haber estado involucrado en un plan internacional de lavado de dinero a través de Alba Petróleos, la filial salvadoreña de la corporación estatal venezolana PDVSA, de la cual Bukele recibió un préstamo de 1,9 millones de dólares; que el gabinete de seguridad de Bukele estuvo involucrado en un acuerdo con las pandillas MS-13 y Barrio18 que, cuando se disolvieron, desembocó en una masacre que dejó al menos 87 salvadoreños muertos. El propio Delgado incluso ha sido acusado de defender a lavadores de dinero de la MS-13 y de realizar persecución política y de organizaciones civiles.

### Régimen de excepción
Ha sido cuestionado por su falta de participación en la defensa de derechos humanos por las personas privadas de libertad capturadas bajo el régimen de excepción, política de seguridad insignia impuesto por decreto por el presidente Nayib Bukele, esto, por tomar una actitud un poco controvertida en los casos donde reos han perdido la vida, torturas dentro de las cárceles y los casos de personas inocentes capturadas bajo un "margen de error".
También es juzgado por desatender los casos de personas desaparecidas.